# Prothèse de disque lombaire
La pose d'une prothèse de disque intervertébral lombaire est une alternative à l'arthrodèse lombaire intervertébrale.
Elle remplace la mobilité discale visco élastique par un mouvement de rotation - glissement.
Elle est constituée de deux surfaces métallique séparée ou non par une interface en polyéthylène qui assure la mobilité.
Sa mise en place se fait par voie abdominale antérieure trans- ou extra-péritoneale.
Ses indications sont : 
- le sujet jeune ;
- un niveau unique rarement deux niveaux contigus ;
- une atteinte dégénérative épargnant les articulations vertébrales postérieure ;
- une discopathie dégénérative stade 3 ou 4, préférentiellement sans symptomatologie sciatique associée.

Les complications spécifiques sont d'ordre vasculaire ou neurologique (chez l'homme risque rare d'éjaculation rétrograde par lésion du plexus pré-sacre 0,8 %, en fonction des séries).